# 69e cérémonie des British Academy Film Awards
Pour la cérémonie des BAFTAs récompensant la télévision, voir la 63e cérémonie des British Academy Television Awards.

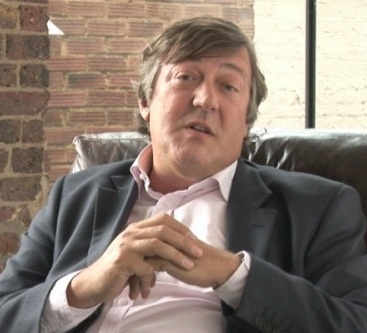
Stephen Fry, hôte de la cérémonie.

La 69e cérémonie des British Academy Film Awards (BAFA), organisée par la British Academy of Film and Television Arts (BAFTA), a eu lieu le 14 février 2016 au Royal Opera House et a récompensé les films sortis en 2015. Elle a été présentée par Stephen Fry pour la onzième fois.
Les nominations ont été annoncées le 8 janvier 2016.

## Présentateurs et intervenants
Par ordre d'apparition.
- Stephen Fry, hôte de la cérémonie

## Palmarès

### Meilleur film
- The Revenant
  - The Big Short : Le Casse du siècle (The Big Short)
  - Carol
  - Le Pont des espions (Bridge of Spies)
  - Spotlight

### Meilleur film britannique
- Brooklyn
  - 45 Years
  - Amy
  - Danish Girl
  - Ex Machina
  - The Lobster

### Meilleur réalisateur
- Alejandro González Iñárritu pour The Revenant
  - Todd Haynes pour Carol
  - Adam McKay pour The Big Short : Le Casse du siècle (The Big Short)
  - Ridley Scott pour Seul sur Mars (The Martian)
  - Steven Spielberg pour Le Pont des espions (Bridge of Spies)

### Meilleur acteur
- Leonardo DiCaprio pour le rôle de Hugh Glass du Pont dans The Revenant
  - Bryan Cranston pour le rôle de Dalton Trumbo dans Trumbo
  - Matt Damon pour le rôle de Mark Watney dans Seul sur Mars (The Martian)
  - Michael Fassbender pour le rôle de Steve Jobs dans Steve Jobs
  - Eddie Redmayne pour le rôle de Lili Elbe / Einar Wegener dans Danish Girl

### Meilleure actrice
- Brie Larson pour le rôle de Joy "Ma" Newsome dans Room
  - Cate Blanchett pour le rôle de Carol Aird dans Carol
  - Saoirse Ronan pour le rôle de Eilis Lacey dans Brooklyn
  - Maggie Smith pour le rôle de Miss Mary Shepherd / Margaret Fairchild dans The Lady in the Van
  - Alicia Vikander pour le rôle de Gerda Wegener dans Danish Girl

### Meilleur acteur dans un second rôle
- Mark Rylance pour le rôle de Rudolf Abel dans Le Pont des espions (Bridge of Spies)
  - Christian Bale pour le rôle de Michael Burry dans The Big Short : Le Casse du siècle (The Big Short)
  - Benicio del Toro pour le rôle de Alejandro Gillick dans Sicario
  - Idris Elba pour le rôle du Commandant dans Beasts of No Nation
  - Mark Ruffalo pour le rôle de Michael Rezendes dans Spotlight

### Meilleure actrice dans un second rôle
- Kate Winslet pour le rôle de Joanna Hoffman dans Steve Jobs
  - Jennifer Jason Leigh pour le rôle de Daisy Domergue dans Les Huit Salopards (The Hateful Eight)
  - Rooney Mara pour le rôle de Therese Belivet dans Carol
  - Alicia Vikander pour le rôle d'Ava dans Ex Machina
  - Julie Walters pour le rôle de Madge Kehoe dans Brooklyn

### Meilleur scénario original
- Spotlight – Tom McCarthy et Josh Singer
  - Ex Machina – Alex Garland
  - Les Huit Salopards (The Hateful Eight) – Quentin Tarantino
  - Le Pont des espions (Bridge of Spies) – Matt Charman, Joel et Ethan Coen
  - Vice-versa (Inside Out) – Pete Docter, Meg LeFauve et Josh Cooley

### Meilleur scénario adapté
- The Big Short : Le Casse du siècle (The Big Short) – Adam McKay et Charles Randolph
  - Brooklyn – Nick Hornby
  - Carol – Phyllis Nagy
  - Room – Emma Donoghue
  - Steve Jobs – Aaron Sorkin

### Meilleurs décors
- Mad Max: Fury Road – Colin Gibson et Lisa Thompson
  - Le Pont des espions (Bridge of Spies) – Rena DeAngelo et Adam Stockhausen
  - Carol – Judy Becker et Heather Loeffler
  - Seul sur Mars (The Martian) – Celia Bobak et Arthur Max
  - Star Wars, épisode VII : Le Réveil de la Force (Star Wars: The Force Awakens) – Rick Carter, Darren Gilford et Lee Sandales

### Meilleurs costumes
- Mad Max: Fury Road – Jenny Beavan
  - Brooklyn – Odile Dicks-Mireaux
  - Carol – Sandy Powell
  - Cendrillon (Cinderella) – Sandy Powell
  - Danish Girl – Paco Delgado

### Meilleurs maquillages et coiffures
- Mad Max: Fury Road – Damian Martin et Lesley Vanderwalt
  - Brooklyn – Morna Ferguson et Lorraine Glynn
  - Carol – Jerry DeCarlo et Patricia Regan
  - Danish Girl – Jan Sewell
  - The Revenant – Sian Grigg, Duncan Jarman et Robert Pandini

### Meilleure photographie
- The Revenant – Emmanuel Lubezki
  - Carol – Edward Lachman
  - Mad Max: Fury Road – John Seale
  - Le Pont des espions (Bridge of Spies) – Janusz Kamiński
  - Sicario – Roger Deakins

### Meilleur montage
- Mad Max: Fury Road – Margaret Sixel
  - The Big Short : Le Casse du siècle (The Big Short) – Hank Corwin
  - Le Pont des espions (Bridge of Spies) – Michael Kahn
  - The Revenant – Stephen Mirrione
  - Seul sur Mars (The Martian) – Pietro Scalia

### Meilleurs effets visuels
- Star Wars, épisode VII : Le Réveil de la Force (Star Wars: The Force Awakens) – Chris Corbould, Roger Guyett, Paul Kavanagh et Neal Scanlan
  - Ant-Man – Jake Morrison, Greg Steele, Dan Sudick et Alex Wuttke
  - Ex Machina – Mark Ardington, Sara Bennett, Paul Norris et Andrew Whitehurst
  - Mad Max: Fury Road – Andrew Jackson, Tom Wood, Dan Oliver et Andy Williams
  - Seul sur Mars (The Martian) – Richard Stammers, Chris Lawrence, Anders Langlands et Steven Warner

### Meilleur son
- The Revenant – Lon Bender, Chris Duesterdiek, Martin Hernández, Frank A. Montaño, Jon Taylor et Randy Thom
  - Le Pont des espions (Bridge of Spies) – Richard Hymns, Drew Kunin, Andy Nelson et Gary Rydstrom
  - Mad Max: Fury Road – Ben Osmo, Chris Jenkins, Gregg Rudloff, Scott Hecker, Mark Mancini et David White
  - Seul sur Mars (The Martian) – Mac Ruth, Paul Massey, Mark Taylor et Oliver Tarney
  - Star Wars, épisode VII : Le Réveil de la Force (Star Wars: The Force Awakens) – David Acord, Andy Nelson, Christopher Scarabosio, Stuart Wilson et Matthew Wood

### Meilleure musique de film
- Les Huit Salopards (The Hateful Eight) – Ennio Morricone
  - Le Pont des espions (Bridge of Spies) – Thomas Newman
  - Sicario – Jóhann Jóhannsson
  - Star Wars, épisode VII : Le Réveil de la Force (Star Wars: The Force Awakens) – John Williams
  - The Revenant – Carsten Nicolai et Ryūichi Sakamoto

### Meilleur film en langue étrangère
- Les Nouveaux Sauvages (Relatos salvajes)
  - The Assassin (刺客聶隱娘)
  - Force Majeure (Turist)
  - Theeb (ذيب)
  - Timbuktu

### Meilleur film d'animation
- Vice-versa (Inside Out)
  - Les Minions (Minions)
  - Shaun le mouton, le film (Shaun the Sheep Movie)

### Meilleur film documentaire
- Amy
  - Cartel Land
  - He Named Me Malala
  - Listen to Me Marlon
  - Sherpa

### Meilleur court métrage
- Operator
  - Elephant
  - Mining Poems of Odes
  - Over
  - Samuel-613

### Meilleur court métrage d'animation
- Edmond
  - Manoman
  - Prologue

### Meilleur nouveau scénariste, réalisateur ou producteur britannique
- Naji Abu Nowar (scénariste/réalisateur) et Rupert Lloyd (producteur) – Theeb (ذيب)
  - Stephen Fingleton (scénariste/réalisateur) – The Survivalist
  - Alex Garland (réalisateur) – Ex Machina
  - Debbie Tucker Green (scénariste/réalisateur) – Second Coming
  - Sean McAllister (réalisateur/producteur) et Elhum Shakerifar (producteur) – A Syrian Love Story

### EE Rising Star Award
Meilleur espoir. Résulte d'un vote du public.
- John Boyega
  - Taron Egerton
  - Dakota Johnson
  - Brie Larson
  - Bel Powley

### Meilleure contribution au cinéma britannique
- Angels The Costumiers

### Academy Fellowship
- Sidney Poitier

### BAFTA vote des enfants - Long métrage
- Le Bon Gros Géant (The BFG) – Frank Marshall, Melissa Mathison, Sam Mercer et Steven Spielberg

## Statistiques

### Nominations multiples
- 9 : Carol
- 8 : The Revenant, Le Pont des espions
- 7 : Mad Max: Fury Road
- 6 : Seul sur Mars, Brooklyn
- 5 : Danish Girl, The Big Short, Ex Machina
- 4 : Star Wars VII
- 3 : Sicario, Spotlight, Steve Jobs, Les Huit Salopards
- 2 : Amy, Vice-Versa, Room, Theeb

De plus, Brie Larson est nommée dans deux catégories : meilleure actrice (qu'elle a remporté) et Rising Star Award du meilleur espoir.

### Récompenses multiples
- 5 / 8 : The Revenant
- 4 / 7 : Mad Max: Fury Road

### Les grands perdants
- 0 / 9 : Carol
- 0 / 6 : Seul sur Mars
- 0 / 5 : Danish Girl, Ex Machina
- 0 / 3 : Sicario
- 1 / 8 : Le Pont des espions
- 1 / 6 : Brooklyn
- 1 / 5 : The Big Short
- 1 / 4 : Star Wars VII